# John Falk
John Ludvig Falk, född 2 oktober 1873 i Stockholm, död 17 april 1956 i Stockholm, var en svensk ämbetsman.

## Biografi
Falk avlade mogenhetsexamen 1891, varefter han genomgick Schartaus handelsinstitut 1891–1892 och avlade hovrättsexamen vid Uppsala universitet 1896. Efter tjänstgöring som tillförordnad domhavande 1898–1900 blev han länsnotarie i Västerbottens län 1901 och landssekreterare 1916. 
Falk var ledamot av stadsfullmäktige i Umeå från 1905 fram till dess att han blev drätselkammarens ordförande 1913–1914. Åren 1917–1938 var han landshövding i Kalmar län. Han var där bland annat verksam för vägväsendets förbättring, Ölands elektrifiering och främjande av kustfisket.
Som distriktsordförande i Röda korset och ledamot av dess centralstyrelse medverkade han till att en rad nya lokalföreningar bildades i Kalmar län. Han var ordförande i riksföreningen för landsbygdens elektrifiering 1918–1927, i Svenska hemslöjdsföreningarnas riksförbund 1920–1923, i Sveriges allmänna linodlareförening 1924–1940 och i Svenska djurskyddsföreningarnas riksförbund 1939–1945.
Han ingick i 1915 års jaktlagstiftningskommitté och 1920 års fiskerinäringskommitté, var sakkunnig i 1916 års utredning ang Kungl. Maj:ts befallningshavandes åtgärder vid krig eller krigsfara. År 1921 representerade han högerpartiet i riksdagens andra kammare. Falk åtnjöt stor popularitet i sitt län. År 1946 utgav han sina memoarer med titeln Från livets färdvägar. Minnen. Samma år utgav han även en rättskommentar till djurskyddslagen.
John Falk gifte sig 1900 med Anna Sjöbohm (1872–1948), som 1937 erhöll guldmedaljen Illis quorum i åttonde storleken. Makarna var föräldrar till häradshövding Nils Falk.

## Utmärkelser
− Riddare av Vasaorden
− Kommendör med stora korset av Nordstjärneorden 1927